# Hyla molleri
Hyla molleri is een kikker uit de familie boomkikkers (Hylidae).
De soort werd voor het eerst wetenschappelijk beschreven door Jacques von Bedriaga in 1890. Oorspronkelijk werd de wetenschappelijke naam Hyla arborea var. molleri gebruikt, later werd de kikker beschreven als Hyla meridionalis molleri. De soortaanduiding molleri is een eerbetoon aan Adolphe F. Moller. De kikker werd lange tijd als een ondersoort van de Europese boomkikker gezien.

## Verspreiding en leefgebied

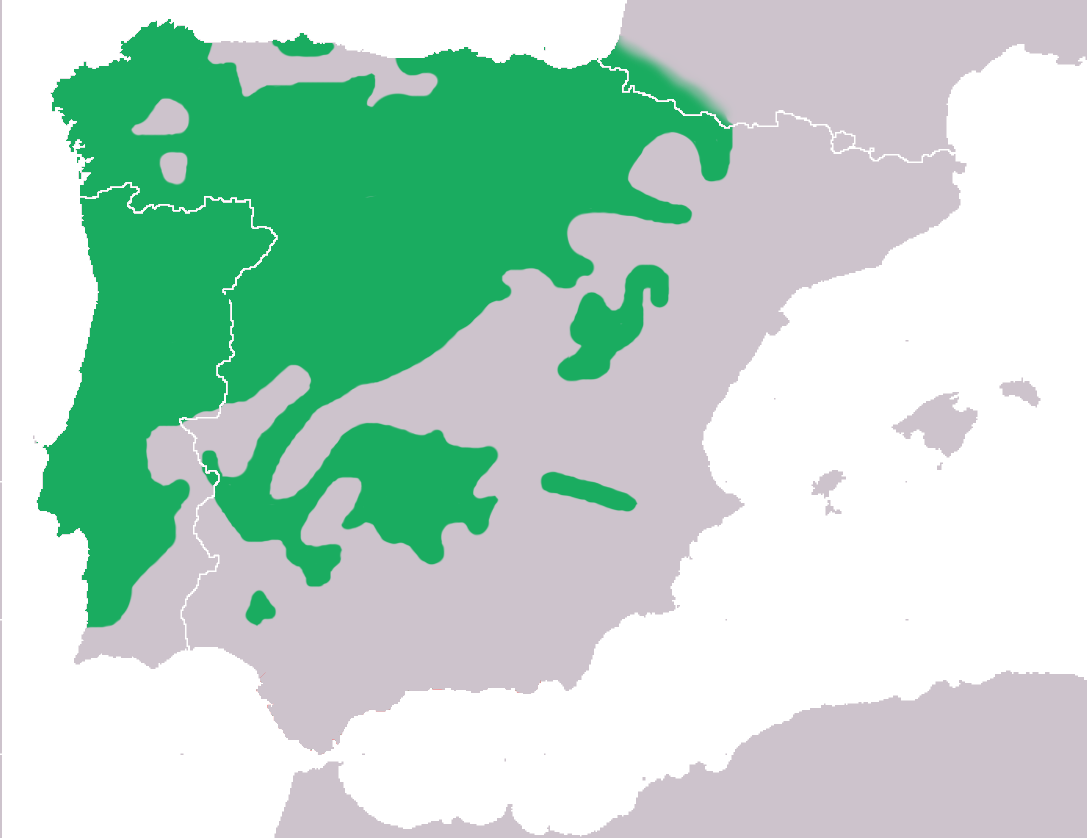
Verspreidingsgebied van Hyla molleri in het groen.

Deze soort komt voor op het Iberisch Schiereiland (Spanje en Portugal) tot in zuidwestelijk Frankrijk.